# Ala I Gallorum Flaviana

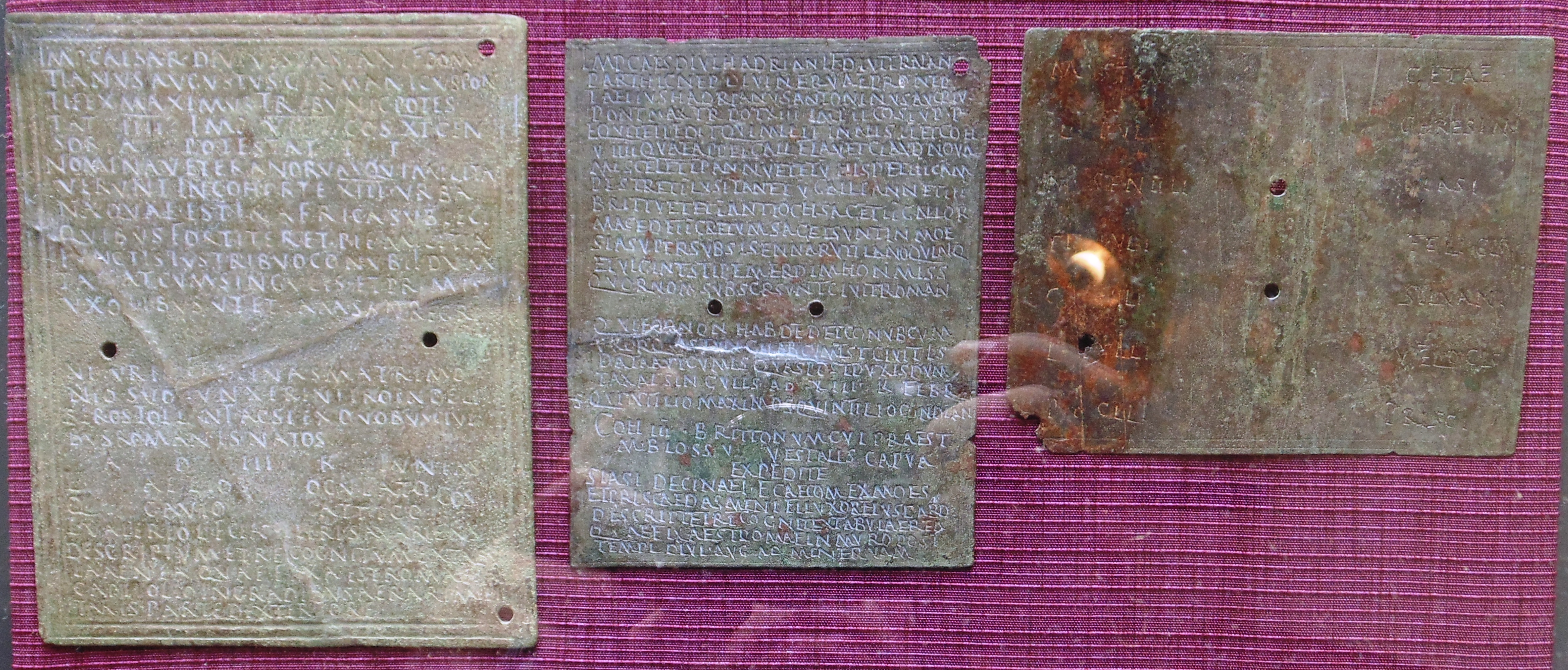
Das Militärdiplom ist das Diplom in der Mitte

Die Ala I Gallorum Flaviana (deutsch 1. Ala der Gallier des Flavus bzw. Flavius) war eine römische Auxiliareinheit. Sie ist durch Militärdiplome und Inschriften belegt. In einer Inschrift wird sie als Ala Flaviana bezeichnet, in einer weiteren als Ala Flaviana Gallorum.

## Namensbestandteile
- Ala: Die Ala war eine Reitereinheit der Auxiliartruppen in der römischen Armee.

- I: Die römische Zahl steht für die Ordnungszahl die erste (lateinisch prima). Daher wird der Name dieser Militäreinheit als Ala prima .. ausgesprochen.

- Gallorum: der Gallier. Die Soldaten der Ala wurden bei Aufstellung der Einheit aus den verschiedenen Stämmen der Gallier rekrutiert.

- Flaviana: des Flavus bzw. Flavius. Die Reitereinheiten der Gallier wurden oft nach einem ihrer ersten Kommandeure benannt. Als Namensgeber werden von Historikern entweder Flavus, der jüngere Bruder des Arminius oder Titus Flavius Petro, der Großvater Vespasians, genannt.[3][4]

Da es keine Hinweise auf den Namenszusatz milliaria (1000 Mann) gibt, war die Einheit eine Ala quingenaria. Die Sollstärke der Ala lag bei 480 Mann, bestehend aus 16 Turmae mit jeweils 30 Reitern.

## Geschichte
Die Ala war in den Provinzen Moesia inferior und Moesia superior (in dieser Reihenfolge) stationiert. Sie ist auf Militärdiplomen für die Jahre 92 bis 166 n. Chr. aufgeführt.
Die Einheit wurde wahrscheinlich unter Augustus in der Provinz Gallia Lugdunensis aufgestellt. Möglicherweise war sie am Rhein stationiert, bevor sie nach Moesia verlegt wurde. Der erste Nachweis in der Provinz Moesia inferior beruht auf einem Diplom, das auf 92 datiert ist. In dem Diplom wird die Ala als Teil der Truppen (siehe Römische Streitkräfte in Moesia inferior) aufgeführt, die in der Provinz stationiert waren. Weitere Diplome, die auf 97 bis 121 datiert sind, belegen die Einheit in derselben Provinz. Die Ala nahm vermutlich an den beiden Dakerkriegen Trajans teil.
Zwischen 121 und 126 wurde die Ala nach Moesia superior verlegt, wo sie erstmals durch ein Diplom nachgewiesen ist, das auf 126 datiert ist. In dem Diplom wird die Ala als Teil der Truppen (siehe Römische Streitkräfte in Moesia superior) aufgeführt, die in der Provinz stationiert waren. Weitere Diplome, die auf 133 bis 166 datiert sind, belegen die Ala in derselben Provinz.

## Standorte
Standorte der Ala sind nicht bekannt. Ein Ziegel mit dem Stempel AL GAL FL wurde in Carsium (Hârșova) gefunden.

## Angehörige der Ala
Folgende Angehörige der Ala sind bekannt:

### Kommandeure
| - [] Iuli[], ein Präfekt (CIL 8, 21037). Er war auch Präfekt der Cohors III Ulpia Paphlagonum. - Cascellius Iulianus: er wird auf dem Diplom von 166 als Kommandeur genannt. - Gaius Iunius Avitus: er wird auf dem Diplom von 129 als Kommandeur genannt. - Gaius Valerius Glitianus: er wird auf dem Diplom von 135 als Kommandeur genannt. | - Lucius Valerius Priscus, ein Präfekt - M(arcus) Arruntius []: er wird auf einem Diplom von 107 (Chiron-2009-519) als Kommandeur genannt. - Publius Helvius Pertinax, ein Präfekt (CIL 3, 3232). - Ti(berius) Claudiu[s]: er wird auf dem Diplom von 144/146 als Kommandeur genannt. |

### Sonstige
| - Calicles, ein Soldat: das Diplom von 129 wurde für ihn ausgestellt. - Derzonis, ein Soldat: das Diplom von 135 wurde für ihn ausgestellt. - Iulius Vanno, ein Missicius | - Tania Cae filius, ein Soldat: das Diplom von 166 wurde für ihn ausgestellt. - Zicodaisa, ein Soldat: ein Diplom von 107 (Chiron-2009-519) wurde für ihn ausgestellt. |